# 공사 (일)
공사(工事)는 토목, 건축 등에 관한  일을 가리킨다.  건설공사, 토목공사,기계설비공사,전기공사 등이 이에 해당한다.
예를 들어 건설공사의 경우  조사, 설계, 시공, 감리, 유지관리, 기술관리 등에 관한 세부적인 사항들이 전문적인 기술을 요함으로 법에서는 이와 함께 건설업 면허의 등록 및 건설공사의 도급 관계 등에 필요한 사항을 정해놓으므로써 건설공사의 적정한 시공과 건설산업의 건전한 발전을 도모하고 있다.

## 전문 공사
공사는 일의 특성상 여러 분야와 전문적인 기술이 전제되므로  관련 협회나  권한있는 행정기관에서  등록이나 면허등을 통해 공사의 시공에대한 능력을 제한하고 있다.
그럼에도 불구하고 특별한 경우에는 예외를 두고있다. 예를 들어 건설산업기본법 제41조에서는 연면적이 661제곱미터를 초과하는 주거용 건축물이나
연면적이 495제곱미터를 초과하는 주거용 외의 건축물에 대해서는 관례에 따라 "건축주가 직접 시공하거나 건설업자에게 도급하여야 한다"라고 동시에 명시함으로써 건축주의 직접 시공(직영공사)을 소정의 자격을 갖추면 이를 허락하고 있다.
한편 85㎡ 이하 건축물만 건축주의 직영공사(생활건축,자가건축)를 허용해야한다는 방안이 2017년 이후  입법적으로 거론되고있어 이에대한 의견이 분분하다.

## 같이 보기
- 대한건설협회
- 대한전문건설협회
- 한국건설기술인협회
- 한국엔지니어링협회
- 한국전기기술인협회(한국전력기술인협회)